# Stephaen Vereecken
Stephaen Vereecken (Sint-Niklaas, 5 augustus 1983) is een Belgisch voetballer (verdediger).
Hij genoot zijn opleiding bij KSK Beveren en sinds 2004 speelt hij in de derde klasse bij FCN Sint-Niklaas.